# Аксиометр

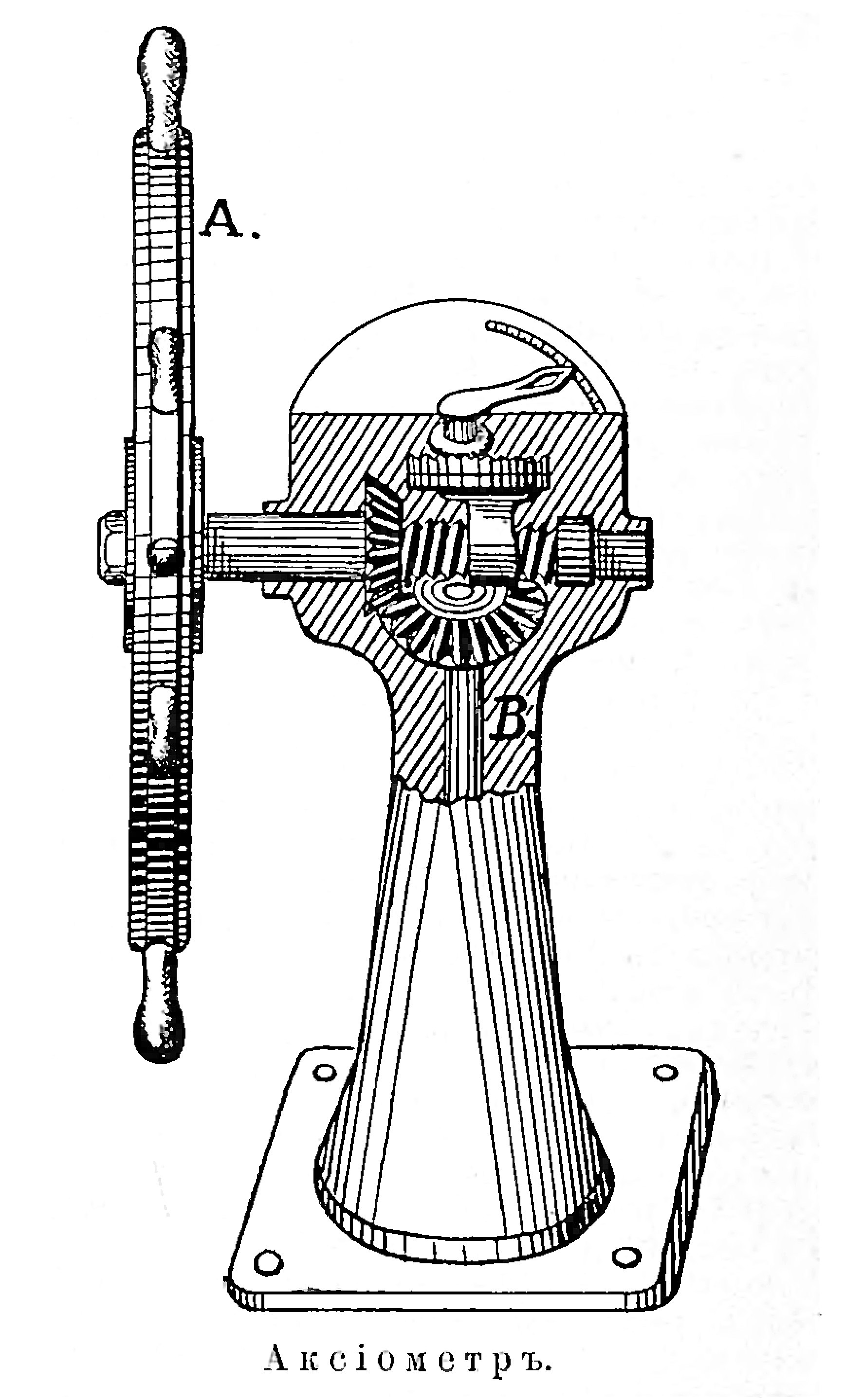
Аксиометр

Аксио́метр (греч. axis ось, и metro мера) — корабельный измерительный прибор, часть рулевого устройства, с кругом делений и стрелкой-указателем, видными снаружи. Аксиометр указывает в градусах отклонение пера руля от диаметральной плоскости корабля (судна) в каждый момент времени. Аксиометр устанавливается, как правило, перед штурвалом и связывается электрической схемой с баллером руля.
Помимо этого, аксиометр ограничивает ход штурвала, когда руль достигнет наибольшего допускаемого отклонения на борт: ось штурвала продолжается внутрь тумбы и имеет винтовую нарезку, по которой движется гайка, причём ход её ограничен с одной стороны зубчатым колесом, а с другой — утолщением вала; длина хода гайки соответствует полному переводу руля с борта на борт. Таким образом, как только руль дойдёт до предельного положения, гайка упрётся в одно из указанных ограничений и не позволит вращаться штурвалу дальше.